# Слобідсько-Українська губернія
Слобідсько-Українська губернія, Слобідська Україна — адміністративно-територіальна одиниця Російської імперії на території нинішньої України, яка була створена на місці ліквідованих 1765 р. московським урядом слобідських козацьких полків і існувала у 1765–1780 та 1797–1835 роках. У 1835 р. перейменована у Харківську губернію.

## Перша Слобідська Українська губернія (1765-1780)
Слобідсько-Українська (Слободська) губернія — адміністративно-територіальна одиниця Російської імперії, яка існувала у 1765–1780 роках та охоплювала територію колишніх слобідських козачих полків за винятком Чугуївського повіту, який було передано до складу сусідньої Бєлгородської губернії.
Губернія була заснована 18 січня 1765 у наслідку скасування козачого устрою Слобожанщини. Губернським містом став Харків.
У склад губернії ввійшли всі 5 слобідських козачіх полків: Харківський полк, Охтирський полк, Ізюмський полк, Сумський полк та Острогозький полк. Губернія мала поділ на Харківську, Охтирську, Ізюмську, Острогозьку, Сумську провінції.
У 1779 створене Воронізьке намісництво, до складу якого відійшла Острогозька та частина Ізюмської провінції.
У 1780 Слобідсько-Українську губернію скасовано, замість неї створене Харківське намісництво. До намісництва ввійшла вся колишня губернія та частина скасованої у 1779 Бєлгородської губернії.

## Друга Слобідська Українська губернія (1797-1835)

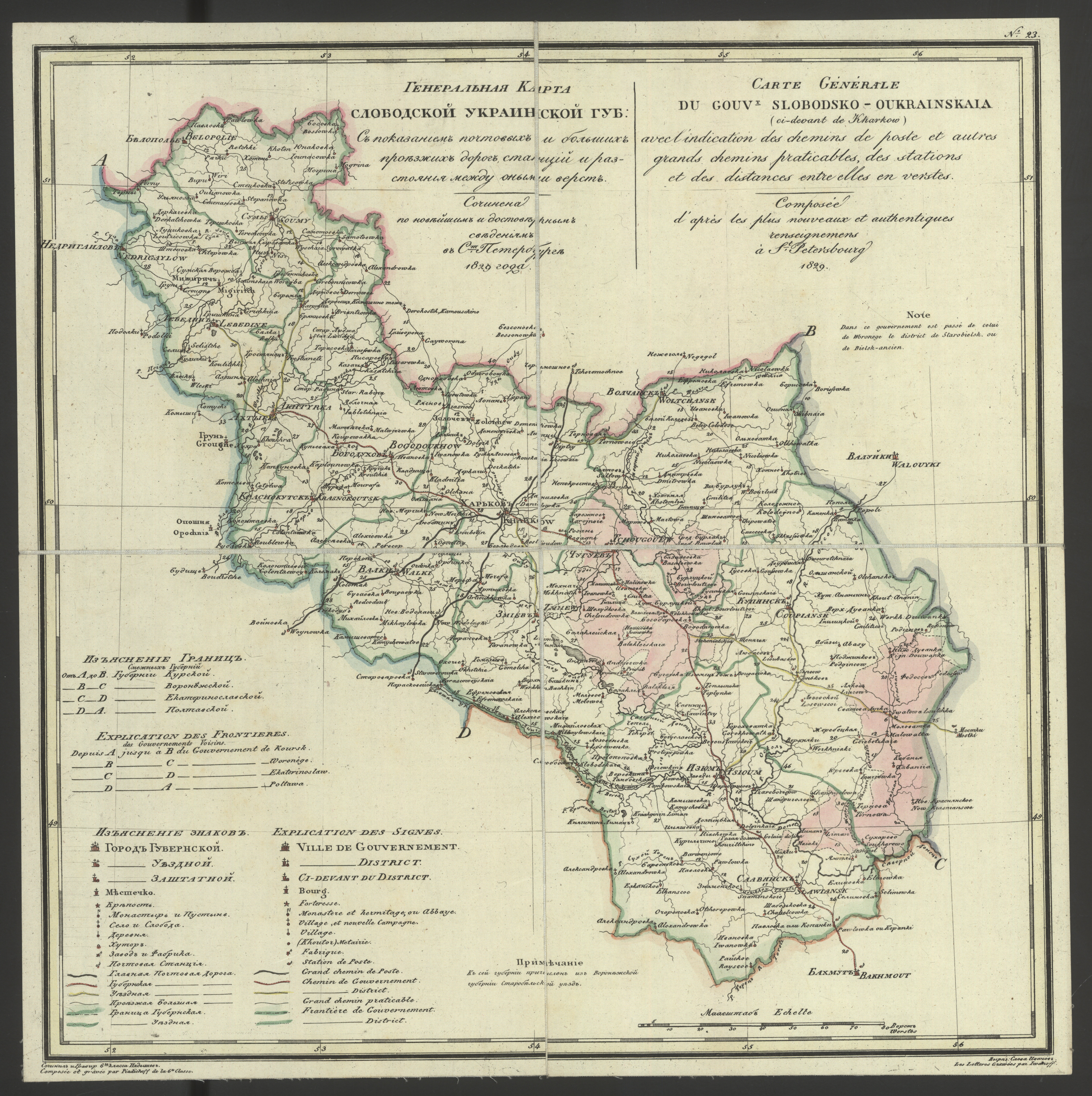
Генеральна мапа Слобідської Української губернії. 1829

Указом від 12 грудня 1796 року було вирішено відновити Слобідсько-Українську губернію у її колишніх межах. 1 травня 1797 року вийшов царський указ, яким передбачалося утворити губернію з 10-ти повітів. Хотмижський, Білопільський та Миропільський повіти були передані до Курської губернії. При цьому з Воронізької губернії передавались до Слобідсько-Української Біловодський (Старобільський), Куп'янський, Острогозький (включно з колишнім Калитвянським повітом), та часково Богучарський і Лівенський повіти. 

Міста Валки, Краснокутськ, Золочів, Лебедин, Вовчанськ та Недригайлів стали  безповітовими. 
Чугуївський повіт було переформовано у Зміївський повіт.
1802 року внаслідок нового розподілу губерній Олександра І Слобідсько-Українська губернія була утворена з 10-ти повітів, з яких 3 (Богучарський, Острогозький та Старобільський) мали відійти до Воронізької губернії, а у складі Слобідсько-Української губернії утворили (відновили) 3 повіти з центрами в заштатних містах Валках, Вовчанську та у Лебедині.
9 січня 1819 (чи 1824?) року до Слобідсько-Української губернії було повернено Старобільський повіт.
У 1835 році Слобідсько-Українська губернія була перейменована на Харківську губернію.

## Адміністративний поділ губернії

### Перша Слобідська Українська губернія (1765 - 1780)
- Харківська провінція (Харків)
  - Харківське комісарство (Харків)
  - Валківське комісарство (Валки)
  - Вільшанське комісарство (Вільшани)
  - Вовчанське комісарство (Вовчанськ). Скасовано в 1773, територія в основному увійшла в Хотімлянське
  - Липецьке комісарство (Липці)
  - Мереф'янське комісарство (Мерефа)
  - Хотімлянське комісарство (Хотімля)
- Сумська провінція (Суми)
  - Сумське комісарство (Суми)
  - Білопільське комісарство (Білопілля)
  - Лебединське комісарство (Лебедин)
  - Межиріцьке комісарство (Межиріч)
  - Миропільське комісарство (Миропілля)
- Охтирська провінція (Охтирка)
  - Охтирське комісарство (Охтирка)
  - Богодухівське комісарство (Богодухів)
  - Борормлянська комісарство (Боромля)
  - Котелевське комісарство (Котельва)
  - Краснокутське комісарство (Красний Кут)
- Ізюмська провінція (Ізюм)
  - Ізюмське комісарство (Ізюм). В кінці 1779 року частково передано до Воронізького намісництва (без Ізюма).
  - Балаклійське комісарство (Балаклія)
  - Печенізьке комісарство (Печеніги). В кінці 1779 року частково передано до Воронізького намісництва (без Печеніг).
  - Купенське комісарство ( Купенск). В кінці 1779 року передано до Воронізького намісництва
  - Сватівське комісарство ( Сватова Лучка). В кінці 1779 року передано до Воронізького намісництва
- Острогозька провінція (Острогозьк)
  - Острогозьке комісарство (Острогозьк)
  - Бірючське комісарство(Бірюч)
  - Калитвянське комісарство (Калитва, створено в 1773)
  - Міловатське комісарство (Мілова, створено в 1773)
  - Осиновське комісарство (Осинове)
  - Уривське комісарство (Урив)

### Друга Слобідсько-Українська губернія (1797-1835)
- Богодухівський повіт
- Богучарський повіт (у 1797 році передано з Воронізької губернії, у 1802 році відчужено до Воронізької губернії)
- Валківський повіт (у 1802 році повіт відновлено)
- Вовчанський повіт (у 1802 році повіт відновлено)
- Зміївський повіт (у 1797 році сформовано на базі Чугуївського повіту)
- Ізюмський повіт
- Куп'янський повіт (у 1797 році передано з Воронізької губернії)
- Лебединський повіт (у 1802 році повіт відновлено)
- Острогозький повіт (у 1797 році передано з Воронізької губернії, у 1802 році відчужено до Воронізької губернії)
- Охтирський повіт
- Старобільський повіт (у 1797 році передано з Воронізької губернії, у 1802 році відчужено до Воронізької губернії, у 1819 знову повернено до Слобідсько-Української губернії)
- Сумський повіт
- Харківський повіт

## Керівництво губернії

### Губернатори
| П.І.Б.                        | Титул, чин, звання               | Роки знаходження на посаді |
| ----------------------------- | -------------------------------- | -------------------------- |
| Щербінін Євдоким Олексійович  | генерал-майор (генерал-поручник) | 03.1765—06.1775            |
| Норов Дмитро Автономович      | генерал-майор (генерал-поручник) | 1775—1780                  |
| Намісництво                   |                                  |                            |
| Теплов Олексій Григорович     | дійсний статський радник         | 1797—1799                  |
| Сабуров Петро Федорович       | дійсний статський радник         | грудень 1799—1800          |
| Неверов Кирило Іванович       | дійсний статський радник         | 15.07.1800—30.11.1800      |
| Зільбергарниш Густав Карлович | дійсний статський радник         | 30.11.1800—1802            |
| Артаков Андрій Кіндратович    | дійсний статський радник         | 1802—11.1803               |
| Бахтін Іван Іванович          | дійсний статський радник         | 11.1803—1814               |
| Муратов Василь Гаврилович     | дійсний статський радник         | 17.05.1815—1827            |
| Грибовський Михайло Кирилович | дійсний статський радник         | 15.09.1827—10.1828         |
| Каховський Михайло Іванович   | дійсний статський радник         | 12.03.1829—1833            |
| Трубецькой Петро Іванович     | князь, генерал-майор             | 10.11.1833—1835            |

### Губернські маршалки шляхти
| П.І.Б.                                 | Титул, чин, звання                 | Роки знаходження на посаді |
| -------------------------------------- | ---------------------------------- | -------------------------- |
| Хорват Дмитро Іванович                 | бригадир, дійсний статський радник | 1796—1798                  |
| Павлов Михайло Іванович                | титулярний радник                  | 1798—1801                  |
| Донець-Захаржевський Василь Михайлович | майор                              | 1801—1807                  |
| Корсаков Олексій Іванович              | генерал-майор                      | 1807—1810                  |
| Квітка Андрій Федорович                | підполковник, статський радник     | 1810—1825                  |
| Смирницький Микола Савич               | надвірний радник                   | 1825—1828                  |
| Времев Олександр Миронович             | підполковник                       | 1828—1831                  |
| Квітка Андрій Федорович                | дійсний статський радник           | 1831—1835                  |

### Віце-губернатори
| П.І.Б.                                 | Титул, чин, звання                  | Роки знаходження на посаді |
| -------------------------------------- | ----------------------------------- | -------------------------- |
| Шидловський Григорій Романович         | колезький радник (статський радник) | 1796—07.09.1800            |
| Пічугин                                | генерал-майор                       | 1800—1801                  |
| Картвелін Микола Михайлович            | дійсний статський радник            | 1801—1802                  |
| Наврозов Матвій Андрійович             | колезький радник (статський радник) | 1802—1808                  |
| Муратов Василь Гаврилович              | статський радник                    | 26.06.1809—17.05.1815      |
| Гежелинський Григорій Федорович        | колезький радник                    | 1815—1820                  |
| Донець-Захаржевський Дмитро Андрійович | колезький радник                    | 1823—1828                  |
| Паскевич Степан Федорович              | статський радник                    | 1829—1831                  |
| Пестель Борис Іванович                 | статський радник                    | 1831—1835                  |